# Leocadio Mendiola
Leocadio Mendiola Núñez (Badajoz, 1909 – Barcelona, 1998) fue un militar español piloto de combate. Sirvió en las Fuerzas Aéreas de la República Española durante la guerra civil española, participando en casi todas las batallas. Entre otras, el bombardeo al acorazado alemán Deutschland en 1937, y el ataque a la Legión Cóndor en 1938. Llegó hasta el rango de teniente coronel  y obtuvo por su valor la Placa Laureada de Madrid, la más alta condecoración republicana y equivalente a la actual Cruz Laureada de San Fernando.

## Biografía

### Carrera militar
Hijo de un suboficial de Infantería, en 1926 ingresó como voluntario en Ingenieros, para el Servicio de Aviación, en la escuadrilla de Experimentación de la escuela de vuelo de Cuatro Vientos, donde alcanzó el empleo de sargento.
Al producirse la fracasada sublevación de diciembre de 1930 no llegó a participar en ella, pero permaneció arrestado, como el resto del personal de la escuela, hasta la proclamación de la República el 14 de abril de 1931. Tras su reincorporación al servicio logró el título de piloto aviador y en 1932 fue destinado al grupo 21 de León. Hizo los cursos de mecánico y de ametrallador-bombardero.
En 1934 fue destinado forzoso a Tablada (Sevilla) y en junio de 1936 voluntario a Getafe.

### Guerra Civil

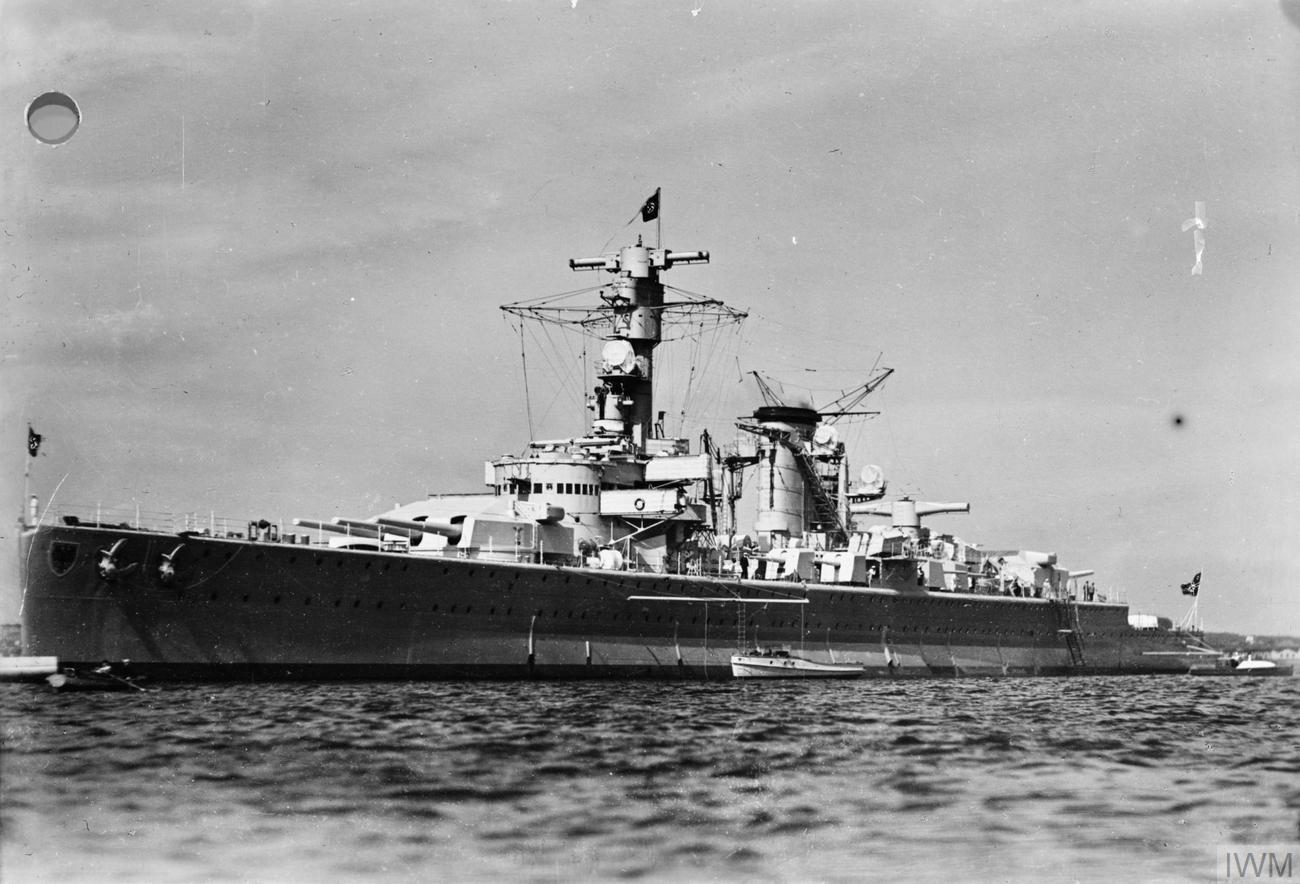
Acorazado Deutschland.

Los días 18 y 19 de julio de 1936 salió con su Breguet 19 a bombardear el vecino regimiento de artillería ligera, que se había sublevado. Los días siguientes participó en misiones de observación y combate por las sierras de Guadarrama, Gredos y Somosierra, bombardeando una columna nacionalista cerca de Ávila.
En octubre fue destinado a Guadalajara para tripular los Tupolev SB-2 (Katiuska) suministrados por la URSS y recién desembarcados en Cartagena. Fue el primer español en acreditarse como piloto del bombardero estratégico Katiuska y se integró en la 3.ª escuadrilla del grupo 12. Su primera acción fue bombardear los depósitos de CAMPSA en Sevilla, en noviembre de 1936.
En marzo de 1937 participó en bombardeos sobre las tropas italianas en Almadrones (Guadalajara) y en abril atacó la estación de tren de Valladolid. En esos días fue nombrado jefe de la 3.ª escuadrilla, con base en San Clemente (Cuenca). Desde allí realizaron vuelos sobre el Mediterráneo para atacar la flota nacionalista.
El finales de mayo bombardearon el puerto de Palma de Mallorca. El 29 de mayo alcanzaron en la rada de Ibiza al acorazado alemán Deutschland con dos bombas de 250 kilogramos, que resultó dañado con una treintena de muertos y más del doble de heridos y provocando un conflicto internacional, dando origen al incidente Deutschland. Aunque pertenecía al Comité de No Intervención había sido acusado de dar apoyo a los rebeldes. Como represalia, la flota alemana bombardeó Almería.

#### En el Frente de Aragón
En el mes de junio tomó parte en la ofensiva de Huesca, paralela a la ofensiva de Segovia, diseñada por Indalecio Prieto para aliviar la situación del Frente Norte. El día 15 bombardeó Huesca y el aeródromo de Garrapinillos (Zaragoza), con dos escuadrilla de Natachas y Chatos. En julio, como jefe de la 3.ª escuadrilla, bombardeó Talavera de la Reina y el aeródromo de Ávila, en el marco de la batalla de Brunete, donde tuvo lugar, sobre Villanueva de la Cañada, un gran enfrentamiento entre grupos de Chirris nacionalistas contra tres escuadrillas de Moscas y dos de Chatos.

Durante la batalla de Belchite, a comienzos de septiembre de 1937 bombardeó los aeródromos de Garray (Soria) donde se destruyeron y dañaron numerosos aviones rebeldes y uno de los mejores triunfos de la aviación republicana. También participó en el bombardeo del aeródromo de Burgos, así como la estación de ferrocarril de Calatayud. 

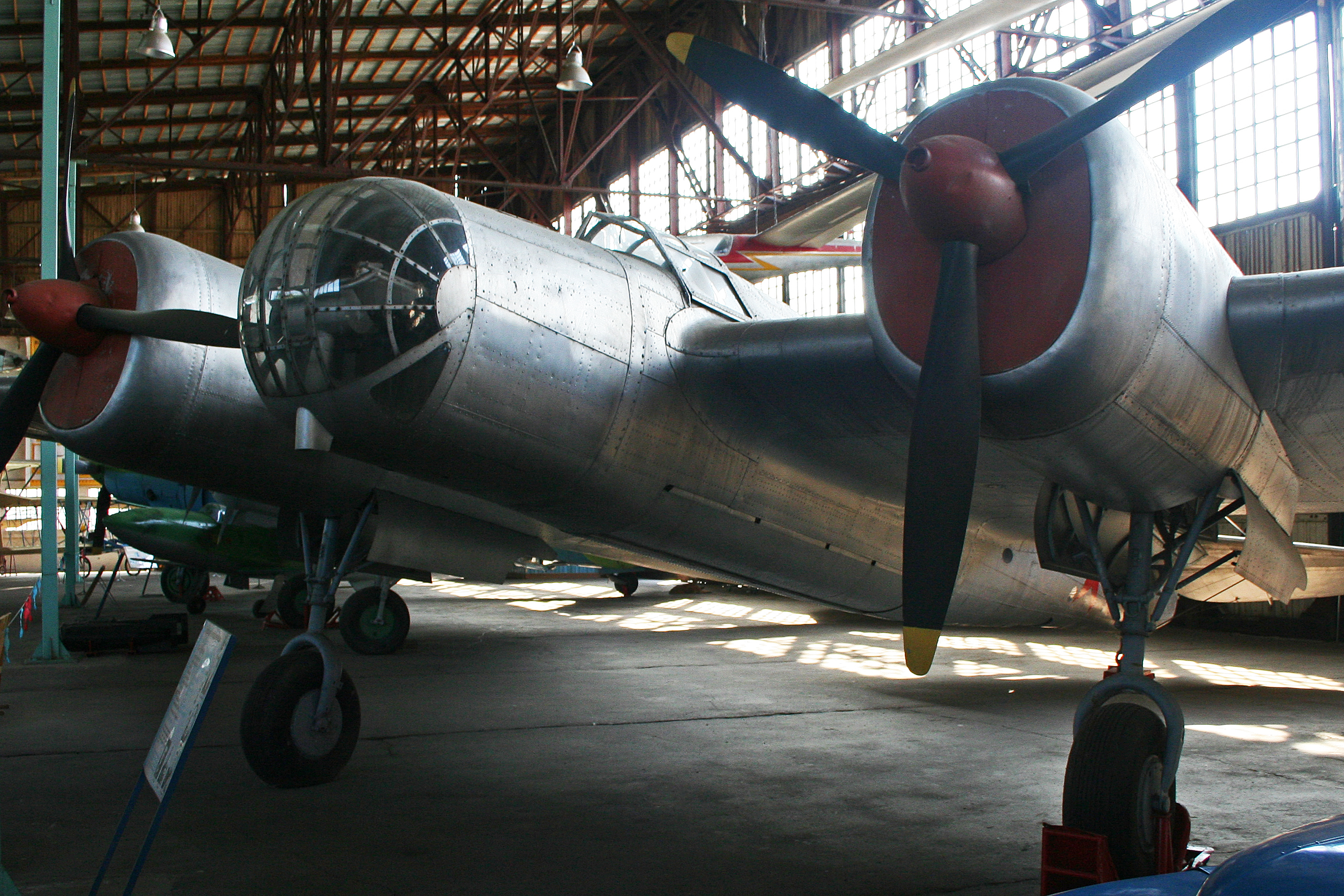
Tupolev SB-2, conocido como Katiuska durante la guerra civil.

En octubre bombardeó Calamocha, Daroca, la estación de Sabiñánigo y el aeródromo de Mallorca. El día 12 bombardearon objetivos militares de Zaragoza. A comienzos de noviembre bombardeó Pamplona. En el mes de diciembre tomó el mando del grupo 24 de Katiuskas, siendo ya teniente coronel, y desarrolló una actividad muy intensa a lo largo de la batalla de Teruel: 1 de diciembre, estación de ferrocarril de Teruel; el día 3, Almudévar (Huesca); el 8, aeródromo de Mallorca.
Ya comenzado el año 1938, los días 7 y 8 de enero, fueron bombardeadas Calamocha y Calatayud. El 20 de enero, Salamanca, donde los Chirris italianos derribaron un Katiuska. El 25 de enero, bombardeo la línea ferroviaria de Teruel que iba a Zaragoza, en la retaguardia franquista. El 7 de febrero,durante la batalla en Alfambra, tres escuadrillas comandadas por Mendiola despegaron desde sus bases y se dirigieron a su objetivo con la escolta de los Moscas. En el aire se encontraron de frente con cuatro escuadrillas de Heinkel He-111 con 29 aparatos de la Legión Cóndor, acompañados de los cazas de la 1.ª y 2.ª escuadrillas de Messerschmitt Bf 109,. La aviación republicana tuvo uno de los mayores desastres de la guerra, perdiendo ese día 10 Katiuskas y dos Moscas.
El 2 de junio, después de la llegada de los nacionales al Mediterráneo y la división de la zona republicana, una escuadrilla de Katiuskas del grupo 24 bombardeó La Senia (Tarragona), una base de la Legión Cóndor, siendo derribados cuatro de ellos y suponiendo un grave descalabro porque no causaron ningún daño.

#### Batalla del Ebro

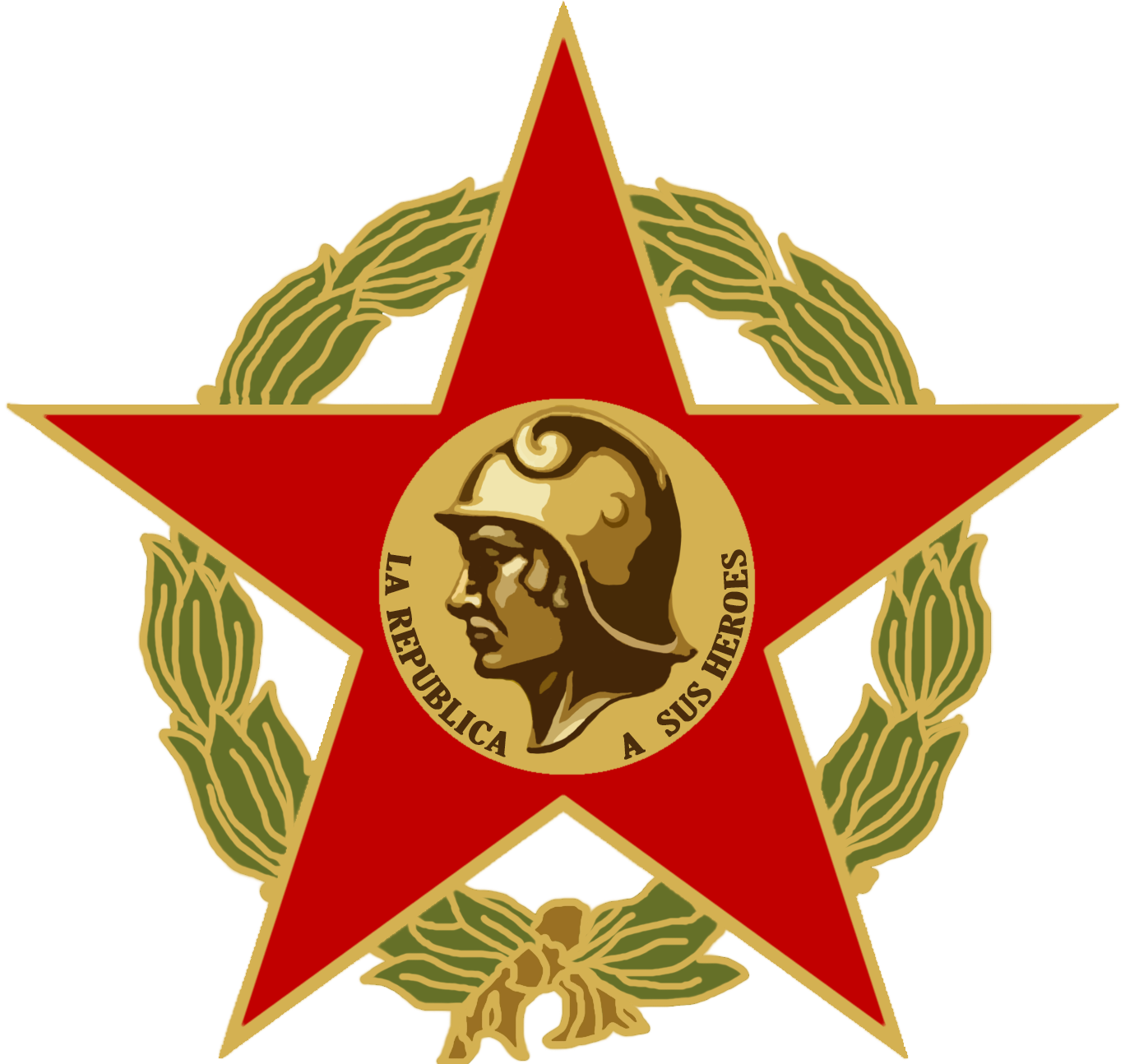
Laureada de Madrid. Máxima condecoración al Valor de la República Española durante la Guerra Civil.

Durante la batalla del Ebro tuvo gran actividad, volando la mayor parte de las veces sin protección de caza. Pero la mayor catástrofe ocurrió sobre Monterrubio de la Serena (Badajoz), cuando un Chirri pilotado por Ángel Salas Larrazábal derribó de una sola pasada a tres Katiuskas, muriendo los nueve tripulantes.
El 29 de agosto de 1938 el teniente coronel Alfonso de los Reyes y González Cárdenas le concedió la única Placa Laureada de Madrid, siendo el único aviador de la República en conseguirla, debido a su constancia desde el principio de la guerra y por enfrentarse al enemigo en condiciones desfavorables. Aunque fue publicado, la placa no le llegó a ser entregada personalmente porque todo el expediente quedó destruido en el incendio del avión que lo transportaba, a causa de un accidente, en Figueras (Gerona), el 5 de febrero de 1939.

Que del conjunto de las declaraciones recibidas y de los documentos aportados al expediente, resulta que la actuación del mayor D. Leocadio Mendiola Núñez ha sido, no solamente ejemplar, sino única entre los pilotos de nuestra República.

De las pruebas practicadas y averiguaciones hechas brotan con fuerza incontrastable una serie de hechos heroicos de los cuales ha sido principal actor, el mayor Mendiola. Tomó parte, mandando primero una escuadrilla y después un grupo de bombardeo, en infinidad de servicios. perfectamente logrados, siguiendo los objetivos marcados pese a las defensas antiaéreas y a la caza enemiga; esta última, la más de las veces, en número muy superior de aparatos a los mandados por el mencionado mayor.

No existe en toda la Arma un ejemplo de constancia en el servicio como el del mayor Mendiola, habida cuenta que vuela desde los comienzos de la guerra ininterrumpidamente.
jefe de la Tercera Región Aérea, Teniente Coronel Alfonso de los Reyes y Gónzalez Cárdenas

1938, Diario Oficial del Ministerio de Defensa Nacional

El 9 de septiembre sufrió un grave accidente probando un avión, del que resultó con quemaduras en la cara. Durante toda la guerra padeció accidentes y su avión recibió impactos, aunque nunca llegará a tener ningún siniestro grave.
El 16 de diciembre tuvo lugar una de las batallas para Mendiola más importantes, repitió el bombardeo del Aeródromo de Cenia, para volver a atacar a la Legión Cóndor. Ahora, los alemanes habían concentrado toda su aviación de caza y gran número de bombarderos, defendidos con una moderna defensa antiaérea y un pequeño radar. El ataque lo realizaron doce Katiuskas (nueve de la 4.ª escuadrilla, de Celrá, y tres de la 2.ª, de Bañolas). Y esta vez, aunque la aviación republicana fue detectada antes del ataque y perdió cuatro hombres y dos aviones, la alemana sufrió perdidas de seis o siete Bf-109 en tierra, además de otros daños menores en otros aviones e instalaciones, así como graves daños en la pista de vuelo.

Tenía metida en la cabeza la idea de bombardear a los alemanes en su propia madriguera. Eso constituía una acción bélica realmente histórica. En La Sénia, la Legión Cóndor había concentrado toda su aviación de caza y gran número de bombarderos. Tenían cubierto todo su espacio aéreo por moderna artillería antiaérea... La Jefatura de Aviación no quería autorizarme tal bombardeo, pues estimaba que constituía un suicidio. Yo le recordaba que los alemanes tenían dos grandes deudas con la República: el bombardeo aéreo sobre Gernika y el naval sobre Almería. A todo ello añadía yo la deuda personal del Deutchland sobre mis Katiuskas, pues estuvieron a punto de matarnos.
Leocadio Mendiola

Revista Aeroplano nº 17, 1999.

#### Los últimos meses de Guerra
El 21 de enero de 1938 bombardeó Salamanca. En febrero pasó a Francia con dos compañeros en misión oficial para hacerse cargo de sesenta y dos Katiuskas enviados por la URSS y que Francia retenía en Toulouse, pero finalmente Francia no permitió la entrega, al reconocer al gobierno de Franco, y los aviones fueron devueltos a la URSS, de manera que Mendiola y sus compañeros volvieron a España (en concreto a Los Llanos) en el avión del ministro Julio Álvarez del Vayo.
Tras la formación de la Junta de Defensa del coronel Segismundo Casado, Mendiola participó en una reunión, el 27 de marzo de 1939, en Los Llanos, para tratar de la entrega de los aviones en Barajas, con el coronel Manuel Cascón Briega, el teniente coronel Alonso Vega, el mayor José María del Romero y el capitán Julián Barbero. El coronel Cascón les informó de lo tratado en Madrid con la Junta de Casado y les dejó libertad para elegir: entrega en Barajas o exilio. De los 20 Katiuskas disponibles, 17 se entregaron en Barajas y tres fueron utilizados para salir de España, pilotados por Leocadio Mendiola, Ananías Sanjuan y Juan Sospedra, que volaron hasta Orán (Argelia). Antes de salir al exilio, Mendiola intentó convencer al coronel Cascón de que saliera con ellos, y le contestó:

-¡Soy el Jefe de Aviación y debo permanecer en mi puesto!

-Mi coronel, le fusilarán.
 
-¡Cometerán un grave error! Mendiola, que tenga usted un feliz viaje y buena suerte.

Finalmente, el coronel Cascón sería fusilado por las tropas franquistas en agosto de 1939.

### Exilio
Los tres aviadores republicanos fueron internados unos meses en un campo de concentración y después quedaron en libertad, con un subsidio del gobierno de la República en el exilio. Sospedra murió de una infección. A principios de octubre de 1942 Mendiola salió de Casablanca hacia México por barco. En México trabajó en varias empresas y como instructor de vuelo con una Piper y otras avionetas similares, donde llegó a hacer más de 6000 horas de vuelo.
En febrero de 1967 regresó a España, instalándose en Cornellá, donde un amigo le consiguió trabajo. Le fue reconocido su grado como coronel de aviación.  Aunque en su última entrevista, publicada en la revista Aeroplano del Ministerio de Defensa, afirmaba que nunca tuvo problemas en España a causa de su pasado como aviador republicano, después en un artículo del diario El País, su última esposa reconocía que: «Le hacían presentarse cada mes ante las autoridades, hasta que nos casamos y le dijeron que ya no volviera más».
El 11 de junio de 1997 fue homenajeado por el Ejército del Aire, exponiéndose en el Museo del Aire un retrato suyo, su biografía y una pintura del bombardeo de La Cenia.